# Storfjord (gemeente)
Storfjord (Noord-Samisch: Omasvuotna , Kveens:  Omasvuonen) is een gemeente in de Noorse provincie Troms. De gemeente telde 1890 inwoners in januari 2017. In de gemeente ligt een deel van het Lyngenfjord.

## Plaatsen in de gemeente
- Hatteng
- Skibotn

Balsfjord · Bardu · Dyrøy · Gratangen · Harstad · Ibestad · Kåfjord · Karlsøy · Kvæfjord · Kvænangen · Lavangen · Lyngen · Målselv · Nordreisa · Salangen · Senja · Skjervøy · Sørreisa · Storfjord · Tjeldsund · Tromsø

Voormalige gemeentes: Berg · Lenvik · Skånland · Torsken · Tranøy